# Stanisławów (Mińsk)
Pour les articles homonymes, voir Stanisławów.
Stanisławów (prononciation : [staniˈswavuf]) est un village polonais de la gmina de Stanisławów dans le powiat de Mińsk de la voïvodie de Mazovie dans le centre-est de la Pologne.
Le village est le siège administratif (chef-lieu) de la gmina appelée gmina de Stanisławów.
Il se situe à environ 12 kilomètres au nord de Mińsk Mazowiecki (siège du powiat) et à 39 kilomètres à l'est de Varsovie (capitale de la Pologne).
Le village compte approximativement une population de 2 600 habitants en 2008.

## Histoire
De 1975 à 1998, le village appartenait administrativement à la voïvodie de Siedlce.